# Георг Пенц
Гео́рг Пенц (нім. Georg Pencz, 1500 — 11 жовтня 1550) — німецький художник, графік, гравер доби Відродження, учень Альбрехта Дюрера.

## Біографія
Народився у Нюрнберзі у 1500 році. Навчався в майстерні Альбрехта Дюрера.
У 1525 році разом із братами Бехам — Себальдом (1500–1550) та Бартелем (1502–1540) — був засуджений: художників вислали з Нюрнберга за атеїстичні погляди і висловлювання революційних ідей. Переїхав до Італії, де працював в майстерні Рафаеля і займався гравіруванням під керівництвом Маркантоніо Раймонді. До Німеччини повернувся у 1528 році.
Помер в Лейпцизі — 11 жовтня 1550 року.

## Творчість
Стровир не менше 126 гравюр («Взяття Карфагена», «Любов», «Милосердя», «Слава», «Історія Товія», «Портрет курфюрста Іоганна Фрідріха Великодушного» та інші). Належить до майстрів гравюри малого формату, так званих «маленьких майстрів» (нім. «Kleinmeister»), хоча працював також і як живописець. Писав картини біблійного, історичного, алегоричного та жанрового змісту, а також портрети. Багато творів мають характерні риси рафаелівської школи.
- У Дрезденській картинній галереї зберігається його картина «Поклоніння трьох волхвів».
- У Ермітажі — малюнок «Євангеліст Іван».
- У Мюнхенській пінакотеці — «Амур і Венера».
- У Віденській галереї — «Розп'яття».
- У Національній галереї Ірландії — «Портрет джентльмена» (1549).